# 一位姑娘或小太太
一位姑娘或小太太（德語：Ein Mädchen oder Weibchen）是1791年歌劇《魔笛》第二幕內由男中音角色——捕鳥人帕帕基諾演唱的詠嘆調，由沃夫岡·阿瑪迪斯·莫札特作曲，伊曼紐爾·席卡內德作詞。本曲的調性為F大調，由旋律相同的三段構成，各段前為行板（Andante），後為快板（Allegro），反覆三遍。

## 歌詞
德語原文
可唱版譯文
一位姑娘或小太太

是帕帕基諾所想要！

如此溫柔的小鴿仔

對我來說就是福報！

我將會盡情吃盡情喝

跟王爵相比也不遜色，

像智者般享受生活

彷彿身處極樂天國！

一位姑娘或小太太

是帕帕基諾所想要！

如此溫柔的小鴿仔

對我來說就是福報！

　

　

希望誰來幫我脫困

否則我會抑鬱斷魂

一位小姑娘或太太

是帕帕基諾所想要！

如此溫柔的小鴿仔

對我來說就是福報！

　

　

　

　

　

### 書目、文獻
- （繁體中文）海老澤敏. . 音樂之友社（日语：音楽之友社）  (编). . 作曲家別名曲解說珍藏版 14. （譯）林勝儀. 美樂出版社. 2000-12-20. ISBN 957-8442-50-5.
- （德文）